# Universidad Real de Irache
La Universidad Real de Irache o, sencillamente, Universidad de Irache, fue una institución de enseñanza situada en el Monasterio de Irache, en Ayegui, junto a Estella. Estuvo en funcionamiento desde el segundo tercio del siglo XVI hasta el primer cuarto del siglo XIX. En época moderna, el monasterio de Irache estaba bajo la observancia benedictina y auspiciada por la Real Congregación de San Benito de Valladolid. Era el único monasterio benedictino en Navarra en esos momentos ya que el monasterio de Leire llevaba desde el siglo XIII dentro de la Orden del Císter donde se mantendrá hasta el siglo XIX. Además de ser la primera universidad fundada en Navarra, era también la primera universidad europea administrada por los benedictinos.

## Contexto histórico

### Una universidad en Navarra
Dentro del ámbito del Reino de Navarra había habido varios proyectos anteriores para la creación de una universidad desde el siglo XII. El rey Teobaldo II buscó la creación en Tudela de una institución universitaria estableciendo las bases y logrando documentos pontificios del papa Alejandro IV. También Carlos II de Navarra, que sentía especial predilección por el lugar, quiso fundar en Ujué un estudio general donde intervino incluso el abad de Irache. También, del mismo modo procedieron Catalina I de Navarra y Juan III de Albret, cuando «donaron una sinagoga de los judíos al Ayuntamiento de Pamplona, para que sirviera no sólo como Estudio de Gramática sino como sede de otras posibles Facultades,» aunque »la falta de las rentas necesarias y la imposibilidad municipal de soportar una carga tan grande abortaron la iniciativa.»

### Una universidad benedictina
El monasterio venía siendo regentado por la Orden Benedictina. Desde el segundo tercio del siglo XV, y hasta 1522, el monasterio está presidido por abades comendatarios que residían fueran de la abadía y preocupados por el cobro de las rentas. Con ello se descuida y desampara la vida monástica y se deja sentir en el monasterio la crisis del reino de Navarra. Irache no se queda al margen y se verá afectada por la guerra civil entre los agramonteses y beaumonteses provocando la huida de la mayoría de los monjes.
Por otro lado, mientras tanto, tras la reforma benedictina iniciada en 1390 en Castilla (en San Benito de Valladolid), un aire transformador llega el 24 de abril de 1522 al monasterio de Irache el cual conlleva una renovación cultural para la comunidad y su incorporación a la Congregación de San Benito de Valladolid desde 9 de diciembre de 1530. El 25 de septiembre de 1531 el general de la congregación, Alonso del Toro, toma posesión del monasterio y nombra al burgalés Francisco de Orense como abad trienal con derecho a asiento en el capítulo general de Valladolid (en una silla labrada con el escudo de Irache y de Navarra), y con derecho a asiento y a voto en las Cortes de Navarra. Irache, incluso, recupera mediante sentencia la precedencia en tales Cortes, por delante de los abades cistercienses de Leire, La Oliva, Fitero e Iranzu.
Entre 1539-1544 ya hay apuntes que indica que funcionaba un Colegio de Artes y Teología. Sobre este centro se levantará, en 1569, la Universidad de Irache. El origen está en 1534 cuando el papá Clemente VII concede al monasterio de San Facundo (Sahagún) «la facultad de conferir grados académicos». En esta inquietud académica hay otros dos circunstancias que ayudan a entender su creación:
- Que Felipe II «prohibió ya el salir a estudiar y graduarse en el extranjero, y en Navarra y en Provincias Vascongadas no había universidad, suplicó Felipe II a los benedictinos trasladasen la suya de Sahagún a Irache. Accedieron éstos, y Paulo V aprobó la traslación en 1605.»[13]
- Que en Navarra durante el siglo XVI se registran en las Cortes de Navarra propuestas e iniciativas buscando la fundación de una universidad para el reino.[14]

En 1610 el cronista benedictino fray Antonio de Yepes afirmaba sobre este centro en donde residía y estudiaba en aquellos años:

…en Hyrache de muchos años a esta parte vienen monges de diferentes casas de la  Orden a oyr Artes, y Teologia, y acuden tambien seglares de Nauarra, Guipuzcoa, Alaba, Castilla, y Rioja, y ganan en esta Vniversidad sus cursos, y despues se graduan en las Facultades que han oydo, y quando despues van à las Vniversidades de Valladolid, Alcala, Salamanca, y otras de España, se les admiten los cursos aquí ganados, y se estiman los grados de la misma manera, que si huuieran oydo, y graduandose por aquellas illustrisimas Vniversidades.
Antonio de Yepes, Coronica general de la Orden de San Benito, tomo III, Pamplona, pp. 387v-388r

Pocos años después se convierte en Universidad Pontificia en 1616 de la mano del papa Paulo V y en 1665 la confirma Felipe IV. Es por ello, la primera universidad que ha existido en la Comunidad Foral de Navarra.
Como universidad menor, obtuvo el reconocimiento de distintos grados por parte de la Universidad mayor de Salamanca. Quedó constituida con cinco facultades: teología, filosofía, derecho canónico, derecho civil y medicina. Realmente las tres primeras fueron las más cultivadas junto con las lenguas clásicas y semíticas así como la historia. La imprenta de la propia universidad ayudó en tal difusión.
Después de un periodo de auge en el siglo XVII decae a comienzos del XIX, cerrándose en 1807 por decisión de Carlos IV.

## Cancelarios
Ostentando el cargo de cancelario, al frente de la universidad estaba el abad. Este cargo «se hallaba investido de la autoridad Pontificia y Real para dar los Grados Académicos. En la Universidad de Irache, este cargo recaía en el Abad del Monasterio que de esta forma podía conferir los grados aunque él no estuviese en posesión de los mismos.»